# Pokolj u Škabrnji 18. studenoga 1991.
Pokolj u Škabrnji bio je ratni zločin koji su počinile srpske snage u doba srpsko-crnogorske agresije na Hrvatsku. 
Izveli su ga domaći pobunjeni Srbi uz pomoć snaga JNA 18. studenoga 1991. godine, kada su uspjeli osvojiti Škabrnju; oni su tijekom samog napada izvodili civile - žene i starije muškarce - iz podruma i ubijali ih na licu mjesta. Civile koji nisu pobjegli iz mjesta nastavili su napadači ubijati i sutradan 19. studenoga 1991. godine.
Za posljedicu je imao ubijena 63 Hrvata, 15 branitelja i 48 civila; svaka obitelj u Škabrnji je nakon tog napada bila "zavijena u crno". Do kraja Domovinskog rata broj poginulih Škabrnjana je narastao na 80; još 6 ih je nakon rata poginulo od mina postavljenih po selu i okolici.

## Povijesni uvod
U razdoblju SFRJ, Škabrnja je bila veće hrvatsko mjesto okruženo skoro posve selima nastanjenima Srbima, u kraju gdje su Srbi u vrijeme Drugoga svjetskog rata u znatnom broju bili u četnicima. Dobrim zaposlenjima u državnoj službi Škabrnjani se nisu mogli nadati, a obitelji se nisu mogle oslanjati niti na partizanske "boračke" mirovine koje su u okolnim srpskim selima nerijetko dobivali i oni koji su bili u četnicima (da lokalni Srbi imaju slabe veze s partizanstvom i komunističkom ideologijom, vidjelo se u drugoj polovici 1980-ih, kad su lokalni srpski mitingaši počeli isticati rojalističku, velikosrpsku i četničku ikonografiju). Mnogi Škabrnjani su posao našli u inozemstvu, te je zahvaljujući marljivom radu u poljoprivredi, doznakama radnika iz inozemstva i slozi mještana Škabrnja i uz nebrigu komunističkih vlasti postala najveće, te jedno od najbogatijih i najljepših sela u Ravnim kotarima.
Kao takva, hrvatski svjesna, selo Škabrnja je bilo metom napada antihrvatskih i velikosrpskih elemenata u Jugoslaviji. Stoga su prema hrvatskoj Škabrnji vlastodršci za doba socijalističke Jugoslavije vodili politiku kojom se gledalo zatrti svaki oblik duhovnog i gospodarskog života. Zbog snažne hrvatske nacionalne svijesti i ponosa i predanosti katoličkoj vjeri, jugounitaristički komunisti su Škabrnju etiketirali "ustaškim", "nacionalističkim", "klerikalnim selom koje treba zatrti".
Ta mržnja se do kraja iskazala za vrijeme velikosrpske agresije na Hrvatsku i četničke pobune u susjednim selima, kada su srpski zločinci iz susjednih sela Biljana i Zemunika Gornjeg uz pomoć JNA i srpskih paravojnih formacija iz pobunjenih područja Hrvatske, iz BiH i Srbije, ubili 63 branitelja i civila, a selo sravnili sa zemljom. 
Kao važnu činjenicu, valja istaknuti da napad na selo nije bio rezultat "slučajnog odabira", nego pomno planiran: Škabrnja je bila ispostava hrvatstva, "klin" u području koje su velikosrbi svojatali, koje im je kao hrvatsko smetalo, i kojega su kao takvog kanili ukloniti.

## Napad na selo
Škabrnja je napadnuta istog dana kad su srpski četnici i JNA ulazili u Vukovar.
Oko 950 Škabrnjana je branilo svoje selo u sastavu Samostalnog bataljuna Škabrnja pod zapovjedništvom Marka Miljanića. Za oko pola pripadnika je bilo na raspolaganju vojnog oružja, još 20 posto njih je imalo lovačke puške, a za preostale nije bilo raspoloživog oružja. Tek 5 posto pripadnika je dobilo vojne odore. Teškog naoružanja branitelji nisu imali. U samom mjestu je bilo raspoređeno oko 200 tih branitelja.
Napad na selo je započeo žestokom topničkom paljbom u 7:30. O silini napada svjedočilo je i to što su Zadrane, inače već navikle na napade na grad, probudile jake detonacije iz zadarskog zaleđa. Neuobičajeno im je bilo primijetiti promjenu cilja napada; nakon što je cijeli prethodni tjedan Zadar bio pod zrakoplovnim napadima rušiteljske naravi, napad je nakon kraće zatihe u Zadru uslijedio u zaleđu.
Odmah na početku napada, Škabrnjske žene, djeca i starci su se sklonili u podrume.
Dok je trajao topnički napad, prema Škabrnji su krenuli srpski tenkovi i 30 oklopnih vozila i to iz dva pravca: Biljana i Zemunika Gornjeg. Napadu su bili izloženi i položaji hrvatskih snaga na području oko Škabrnje, a u zaleđu sela su srpske snage izvele i helikopterski desant.
Po prestanku topničkog napada, postrojbe JNA i srpske paravojne postrojbe su ušle u selo. Prvotno su krenule s uništavanjem kuća, crkvenih građevina i gospodarskih objekata. Nakon toga je krenuo napad na civile. Činjenica što žene, djeca i starci nisu pružali nikakav otpor agresorima pri izlasku iz svojih skloništa nije imala nikakvog učinka na namjere srpskih zločinaca. Već prvog dana su Srbi ubili 43 Hrvata.
Načini na koje su srpski ratni zločinci ubili škabrnjske Hrvate su bili okrutni, sadistički. Srpski napadači su ubijali Hrvate:
- iz neposredne blizine, hitcima iz vatrenog oružja,
- udarcima po glavi hladnim oružjem i tupim predmetima,
- mučenjem do smrti, a tijela su potom izmasakrirali,
- neke su civile pregazili tenkom.

Po okončanju napada, Srbi su Škabrnju spalili i u potpunosti uništili. Nakon što je opustošeno selo, kraj je miniran. Od posljedica opsežnog miniranja čitavog područja Škabrnje, nakon kraja Domovinskog rata je u vrijeme obnove Škabrnje 1996. i 1997. godine poginulo još 6 tamošnjih muškaraca.
Osobito je stradala obitelj Šegarić; na najokrutniji način su smaknuti baka, otac, tri sina te još nekoliko članova obitelji. Sve obiteljske kuće su uništene i/ili spaljene.
Mora za tamošnje Hrvate nije prestala ni sutradan. Velikosrbi su napali susjedno selo Nadin, u kojem su također napravili masovni ratni zločin.

## Nakon napada
Preživjeli Škabrnjani su svjedočili da počinitelji pokolja nisu bili Srbi iz dalekih krajeva, nego Srbi iz Ravnih kotara; prepoznali su ih po govoru.
Do danas nitko od Srba-povratnika, koji su se planirano evakuirali u kolovozu 1995. i potom vratili u Hrvatsku, nije svjedočio tko je počinio zločin. O neugaslosti namjera mjesnih velikosrpskih zločinaca, svjedoči to što je na Dan pobjede i domovinske zahvalnosti 5. kolovoza 2006., Škabrnja osvanula išarana grafitima četničkog i velikosrpskog sadržaja.

## Krivci
Za ovaj srpski ratni zločin počinjen u Škabrnji, kao odgovorni po zapovjednoj odgovornosti su kod Međunarodnog suda za ratne zločine počinjene na području bivše Jugoslavije osuđeni Milan Babić i, kao osoba koja je bila u svojstvu poticatelja i osobe koja je zapovijedala, 12. lipnja 2007. godine Milan Martić (na 35 godina). Njih obojica - kao političke vođe Srba u Sjevernoj Dalmaciji i uzastopni Predsjednici Republike Srpske Krajine - suđeni su i zbog mnoštva drugih zločina kojima su pridonijeli.
Kao osoba na vrhu zapovjednog lanca, i Slobodan Milošević je bio na optuženičkoj klupi kod MKSJ; on nije bio osuđen jer je tijekom suđenja umro.
Od pripadnika srpskih postrojbi neposredno uključenih u napad na Škabrnju, na Županijskom sudu u Zadru je njih 16 osuđeno u odsutnosti; jedini je suđenju bio prisutan Jovan Badžoka koji je potom odslužio zatvorsku kaznu od 10 godina. Od tada osuđenih je još Zorana Banić 2001. godine bila uhićena u Švicarskoj, te je nakon izručenja Hrvatskoj i ponovljenog suđenja odslužila 6 godina zatvora.
Nakon što je u siječnju 2019. godine u medijima objavljeno da hrvatske vlasti namjeravaju od Australije tražiti izručenje Zorana Tadića, kojega se sumnjiči za zločine u Škabrnji, krajem veljače je australska policija konstatirala da je Zoran Tadić iz Australije pobjegao u Srbiju. Zoran Tadić je osumnjičen da je kao zapovjednik specijalnog voda teritorijalne obrane iz Benkovaca kriv za ubijanje brojnih mještana Škabrnje.
Kao krvnik u Škabrnji se spominje Vasilije Vidović koji je na sarajevskom brdu Žuč srpnja 1993. godine pobio 27 logoraša Bošnjaka iz vogošćanskog logora "Sonja", koji su se nalazili se u živom štitu. Poslije rata Vidović je boravio u Zvorniku te potom u Zemunu. Isti se redovno pojavljuje u BiH na četničkim okupljanjima. Dana 20. ožujka 1994. godine na Romaniji, Vojislav Šešelj ga je bio proglasio četničkim vojvodom.
Godine 2018. podignuta je za sudjelovanje u pokolju optužnica protiv Milana Gnjidića, koji nije dostupan hrvatskom pravosuđu.

## Odraz u književnosti
Hrvatski pjesnik Miljenko Mandža napisao je proturatnu pjesničku zbirku nazvanu po mjestu ovog pokolja, Zaklana Škabrnja. Ante Milković objavio je knjigu "Naša Škabrnja" (2001.), a Mladen Pavković knjigu "Ratni dnevnik Marka Miljanića" (2016.).

## Vanjske poveznice
- Škabrnja na fallingrain.com (engl.)
- HRT  Arhivirana inačica izvorne stranice od 1. svibnja 2008. (Wayback Machine) Izručeni Rađen i Maslovar, 1. svibnja 2008.
- Večernji list[neaktivna poveznica] Grčka izručila Hrvatskoj dvojicu osumnjičenih ratnih zločinaca, 30. travnja 2008.